# Raymond Roussel
Raymond Roussel (20. ledna 1877, Paříž – 14. července 1933, Palermo) byl francouzský spisovatel, nezávislý na jakémkoliv vlivu.

## Život
Raymond Roussel se věnoval poetickému a narativně verbálnímu výzkumu. Vypracoval a spoléhal na svůj vlastní antilogický „proces“ (používal toto slovo). Ve 20. letech 20. století byl objeven a ceněn surrealisty a byl pozván k účasti na aktivitách surrealismu, avšak dával přednost jisté distanci. Byl typem spisovatele, který se z celého srdce věnuje tvůrčí technice, zcela upřednostňující imaginaci („U mne je imaginace vše“), a to i v případě, kdy se obrací zády k zdravému rozumu a k „obyčejnému realismu“.
Raymond Roussel rovněž adaptoval svá díla Impressions d'Afrique (Africké dojmy) a Locus Solus pro divadlo. Poté napsal ještě dvě divadelní hry La Poussière de soleils (Prach sluncí) "v pěti aktech a dvacetičtyřech obrazech", a hru L’étoile au front (Hvězda na čele) „ve třech obrazech v próze“.
Poté, co dokončil vysvětlující esej Comment j’ai écrit certains de mes livres (Jak jsem napsal některé ze svých knih), který byl vydán až posmrtně, Raymond Roussel spáchal sebevraždu ve věku padesáti šesti let. 

## Dílo
- Impressions d'Afrique (Africké dojmy), ed. Alphonse Lemerre, Paříž 1910
- Locus Solus, ed. Alphonse Lemerre, Paříž 1914
- Nouvelles Impressions d'Afrique (Nové Africké dojmy), s oddílem L'Âme de Victor Hugo (Duše Viktora Huga) román ve verších, ed. Alphonse Lemerre, Paříž 1932
- La Poussière de soleils (Prach sluncí), Paříž, Librairie Alphonse Lemerre, 1927
- Raymond Roussel, Comment j'ai écrit certains de mes livres (Jak jsem psal některé ze svých knih), Paříž, Gallimard 1995

Česká vydání
- Locus Solus, Dauphin, Praha 2002. přeložil: Miroslav Drozd
- Africké dojmy, Dauphin, Praha 2009. přeložil: Miroslav Drozd

## Citát
"Roussel je surealistou v anekdotě" (Manifest surrealismu).